# Premios Custodia
Premios Custodia es el primer reconocimiento creado en Latinoamérica, a las artes y comunicación católicas en la República Dominicana, con el propósito de motivar el trabajo y liderazgo de los que se encuentran evangelizando a través de la música y la comunicación, tomando en cuenta su trayectoria e impacto en el país.
Estos premios son otorgados por la Pastoral de Comunicación y la Pastoral de Artes de la Arquidiócesis de Santo Domingo.
Los premios son representados por una figura hecha en acrílico con forma de custodia u ostensorio.

## Proceso de elección
En la primera entrega, el proceso de convocatoria se abrió del 12 al 26 de febrero de 2018 para los ministerios de música, comunicadores y productores católicos. La inscripción se realizó a través de la página web. 
La lista de los nominados se ofreció el 12 de marzo de 2018, e inmediatamente se abrieron las votaciones del público a través de la página web, las cuales se cerraron el 12 de abril de 2018.

## Categorías
Premios Custodia concede el galardón a diversas categorías en el área de la comunicación y de las artes, especialmente la música. Estas son:
- Solista masculino del año
- Solista femenino del año
- Sonido tropical
- Dúo del año
- Ministerio de música infantil
- Artista regional
- Sonido pop/rock
- Artista destacado en el extranjero
- Sonido urbano
- Conductor de televisión
- Revelación del año
- Grupo del año
- Programa de radio
- Locutor del año
- Concierto del año
- Medios impresos
- Video del año
- Premio a la labor social con el arte
- Artista misionero
- Programa de televisión
- Bloguero católico del año
- Contenido digital evangelizador

## Premios Custodia 2018
Premios Custodia 2018 fue realizado en el auditorio de la Casa San Pablo, en Santo Domingo, en el marco de la Feria del Libro Católico. Contó con una asistencia masiva de personas, siendo esta la primera premiación realizada. Solo dos categorías quedaron sin nominación: Bloguero católico del año y Contenido digital evangelizador.
La conducción de estos premios estuvo a cargo de la presentadora de televisión Dannelis Veras, el actor y comediante José Manuel Rodríguez y el locutor y voz comercial Eleazar Acosta.

### Ganadores
| Categoría                            | Ganadores                                                   |
| ------------------------------------ | ----------------------------------------------------------- |
| Solista masculino del año            | - Enrique Féliz                                             |
| Solista femenino del año             | - Evelyn Vásquez                                            |
| Sonido tropical                      | - Evelyn Vásquez                                            |
| Dúo del año                          | - D'Fe                                                      |
| Ministerio de música infantil        | - Corito Chichigua                                          |
| Artista regional                     | - Ambiorix Padilla                                          |
| Sonido pop/rock                      | - D'Fe                                                      |
| Artista destacado en el extranjero   | - Celinés Díaz                                              |
| Sonido urbano                        | - Proyecto 67                                               |
| Conductor de televisión              | - Micher Sandoval La Voz de los Obispos                     |
| Revelación del año                   | - Tri-M                                                     |
| Grupo del año                        | - Militantes del Señor                                      |
| Programa de radio                    | - Buenos días con Jesús                                     |
| Locutor del año                      | - Isaura Amparo Buenos días con Jesús                       |
| Concierto del año                    | - Propiedad de Cristo Un concierto de grandes ligas         |
| Medios impresos                      | - Rayo de Luz                                               |
| Video del año                        | - Alba Pantaleón La obra perfecta - Director: Johan Casilla |
| Premio a la labor social con el arte | - Festival Jesus Rocks                                      |
| Artista misionero                    | - Ester Hernández                                           |
| Programa de televisión               | - Siguiendo Sus Huellas                                     |

### Premiaciones especiales 2018
Recibieron un Premio Custodia especial por su trayectoria el grupo Alfareros y el grupo 4x7. Además se realizó un homenaje póstumo a Mons. Amancio Escapa.

## Producción
La producción general y artística de este evento es realizada por Noesí Producciones, en colaboración con la Pastoral de Comunicación y la Pastoral de Artes de la Arquidiócesis de Santo Domingo.

## Premios Custodia 2019
Los Premios Custodia 2019 se realizó el domingo 17 de marzo del 2019, por segundo año consecutivo. Esta es la premiación en Latinoamérica que reconoce el trabajo de los católicos en la música, la comunicación y la producción de radio y televisión.
En esta segunda edición de los Premios Custodia se pudieron observar los Ministerios Católicos unidos para hacer homenajes a los más reconocidos artistas del mundo católico; fueron reconocidas alrededor de más de 20 categorías y dentro de esos varios premios especiales. En una producción artística y de Televisión de Noesi Producciones. 
El opening estuvo a cargo del Ministerio Mi Sostenido, quienes pusieron a bailar a todo el público con su pegajoso tema “Que bueno que estás aquí”.
A su vez se vivieron momentos muy emotivos, de adoración con la presentación de Kairy Márquez quien con su dulce voz exaltó el nombre del Señor.

### Ganadores
Los premiados en esta edición fueron: 
| Categoría                                      | Ganador                                      |  |  |
| ---------------------------------------------- | -------------------------------------------- |  |  |
| Medios impresos de evangelización              | Revista Palanca                              |  |  |
| Ministerios destacados en el extranjero        | Alfareros                                    |  |  |
| Conductor de TV católico                       | René García (vivencias de Fe)                |  |  |
| Conductora de TV católica                      | Ángela Medina (Voces)                        |  |  |
| Revelación del año                             | Alisber Zapata                               |  |  |
| Ministerio de música infantil católico         | Tia Nancy                                    |  |  |
| Ministerio dominicano residente en el exterior | Kairy Márquez                                |  |  |
| Dúo católico del año                           | Propiedad de Cristo                          |  |  |
| Concierto católico                             | Festival Jesús Rocks (Fundación Jesús Rocks) |  |  |
| Sonido tropical católico                       | Tribu de Dios                                |  |  |
| Artista regional católico                      | Marvin Núñez                                 |  |  |
| Productor musical católico                     | Junior Cabrera (Alfareros)                   |  |  |
| Programa de televisión católico                | Siguiendo sus Huellas                        |  |  |
| Sonido Pop-rock católico                       | D´ Fe                                        |  |  |
| Álbum católico del año                         | Alfareros (70 veces 7)                       |  |  |
| Locutora católica                              | Blanca González (Mujer ideas)                |  |  |
| Sonido urbano católico                         | Militantes del Señor                         |  |  |
| Solista católico masculino                     | Enrique Feliz                                |  |  |
| Medios de evangelización digital católico      | Centinela de la Fe                           |  |  |
| Locutor católico                               | Eduardo Payano (Entre amigos)                |  |  |
| Grupo del año                                  | Alfareros                                    |  |  |
| Programa de radio                              | Rescatando valores                           |  |  |
| Video musical católico                         | Déjale nacer (Ana Manzueta)                  |  |  |
| Solista femenina católica                      | Alba Pantaleón                               |  |  |
| Canción del año                                | Nadie que no seas tú (Alfareros)             |  |  |

### Premios Especiales 2019
Dentro de los premios especiales: Premio especial a S.E.R. Nicolás de Jesús Cardenal López Rodríguez por su entrega y dedicación por tantos años a la Comunicación
Homenaje Póstumo a Evelyn Vásquez;
Reconocimiento especial a Raphy Rey en sus 25 años
Custodia a la Trayectoria al Comunicador Rodolfo Espinal.
El mayor galardón “El Gran Custodia” le fue entregado a Eudys Cordero por sus aportes al arte y música católica como productor.
El cierre de la premiación estuvo a cargo de Tribu de Dios, Encuentro Cristo, Noé Reyes, César Estévez, el dúo Anthony y Jesús y el Corito Chichigua.
Premios Custodia se celebró dentro del marco de la Feria del Libro Católico en Casa San Pablo